# Mert Sağlam
Mert Sağlam (* 18. August 1993 in Trabzon) ist ein ehemaliger türkischer Fußballspieler.

## Karriere
Sağlam begann mit dem Vereinsfußball in der Jugend von Hızırbeyspor und wechselte zum Sommer 2012 in die Jugend von 1461 Trabzon. Bereits nach einer halben Saison wurde er mit einem Profivertrag ausgestattet in den Profikader aufgenommen. Am 2. Februar 2013 gab er während der Zweitligabegegnung gegen Kayseri Erciyesspor sein Profidebüt.
Bereits zum Sommer 2013 verließ er Trabzon und wurde an den Istanbuler Verein Maltepespor ausgeliehen und kehrte Anfang 2014 nach Trabzon zurück. Im August 2014 wechselte er zum Viertligisten Arsinspor, im August 2016 zu Yomra Spor und am 19. Januar 2018 zu Atakum Belediye, wo er am 1. Juli 2018 seine Karriere beendet.